# Michel Bonnus (rugby à XV)
Pour les articles homonymes, voir Michel Bonnus et Bonnus.
Pas d'image ? Cliquez ici

a Compétitions nationales et continentales officielles uniquement.

b Matchs officiels uniquement.
Michel Bonnus, né le 23 mars 1915 à Toulon (France) et mort le 5 août 1958 dans la même ville, est un joueur international français de rugby à XV évoluant aux postes d'arrière et de demi d'ouverture au RC Toulon durant sa carrière. 
Son frère cadet, Firmin Bonnus, est également un joueur international français de rugby à XV tandis que son petit-fils, et homonyme, Michel Bonnus est un homme politique.

## Biographie
Michel Bonnus joue au RC Toulon et évolue au poste d'arrière ou de demi d'ouverture. Il est l'un des plus illustre représentant de la grande famille des Bonnus et fut le capitaine de son club pendant six ans.
Il dispute son premier match avec l'équipe de France le 17 octobre 1937 contre l'équipe d'Italie et marque un drop à l'occasion, et son dernier le 25 février 1940 contre l'équipe d'Angleterre. 
Il meurt le 5 aout 1959 à Toulon à l'âge de 44 ans des suites d'une attaque. L'une des tribunes du Stade Mayol est nommée Bonnus en sa mémoire.

## Statistiques en équipe nationale
- 5 sélections en équipe de France entre 1937 et 1940.
- Sélections par année : 1 en 1937, 3 en 1938, 1 en 1940.
- 1 drop, 4 points.

## Palmarès

### En club
- Finaliste du Challenge Yves du Manoir en 1939 avec le RC Toulon.

### En équipe nationale
- Vainqueur Tournoi européen FIRA en 1937 et 1938 avec l'équipe de France.